# Cmentarz mariawicki w Wólce Jeruzalskiej
Cmentarz mariawicki w Wólce Jeruzalskiej – nekropolia mariawitów znajdująca się w Wólce Jeruzalskiej.

## Historia
Powstał podobnie jak pozostałe cmentarze mariawickie w okolicy na początku XX wieku. W miejscowości Wólka Jeruzalska istniała niegdyś parafia Kościoła Starokatolickiego Mariawitów, która wyodrębniła się z parafii rzymskokatolickiej w Jeruzalu.
Obecnie w Wólce Jeruzalskiej nie ma kościoła mariawickiego. Jedynym śladem w miejscowości świadczącym o działalności mariawitów na tym terenie jest zachowany budynek dawnej plebanii i właśnie cmentarz. Niewielka nekropolia jest własnością Kościoła Starokatolickiego Mariawitów. Na terenie cmentarza znajduje się blisko 100 mogił. Cmentarz jest ze wszystkich stron otoczony murowanym parkanem. Teren, na którym znajduje się nekropolia porośnięty jest akacjami. Pod koniec 2004 usunięto 17 akacji, które zagrażały parkanowi. W lipcu 2005 na obszarze cmentarza odbyły się prace budowlane. Podczas tych prac otoczono parkanem z czerwonej cegły północną pierzeję cmentarza.
1 listopada każdego roku o godzinie 9:00 parafia mariawicka w Warszawie organizuje na cmentarzu nabożeństwo w intencji zmarłych.

## Galeria

Główna brama wejściowa
Grób sióstr zakonnych
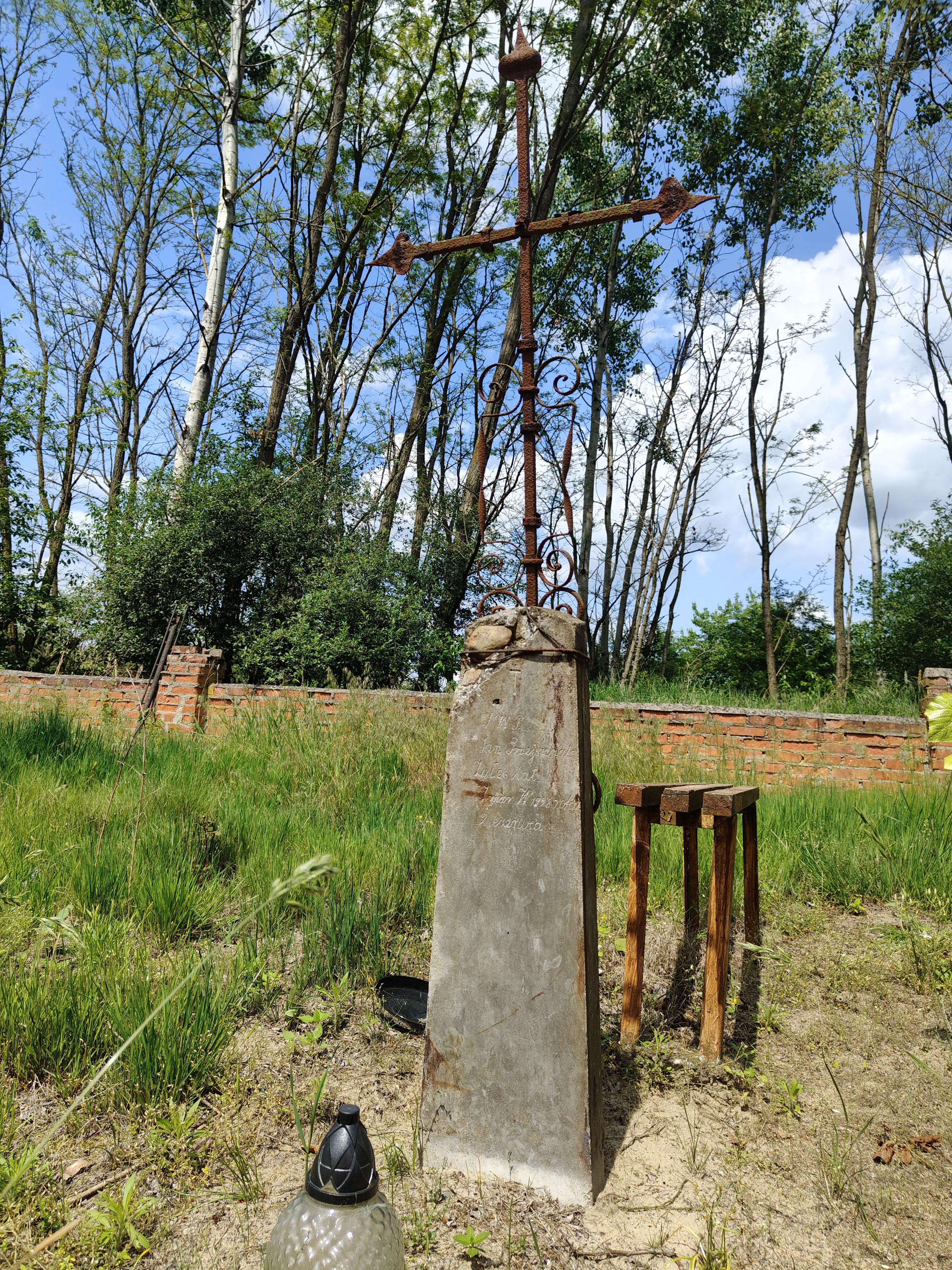
Nagrobek z 1928 roku
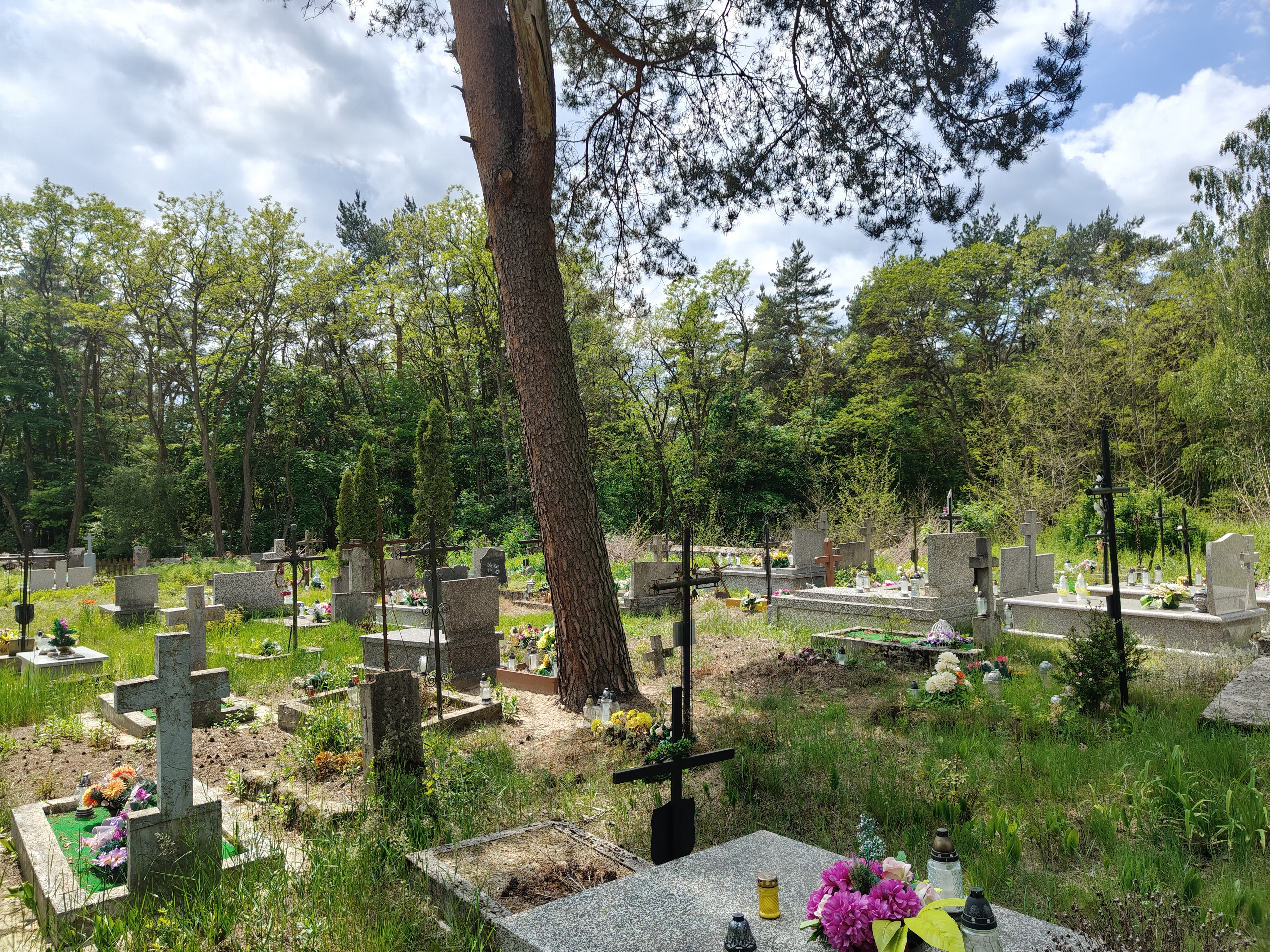
Ogólny widok cmentarza po wycince drzew (2025)